# 马尔伯勒 (马萨诸塞州)
马尔伯勒是美国马萨诸塞州米德尔塞克斯县的一座城市。根据2020年美国人口普查结果，该市人口为41,793人。19世纪起，马尔伯勒的工业逐渐繁荣，成为马萨诸塞州的工业重镇，尤以制鞋业闻名。20世纪后期，随着90号州际公路马萨诸塞段的落成，高科技产业逐步成为马尔伯勒的主导产业。

## 历史

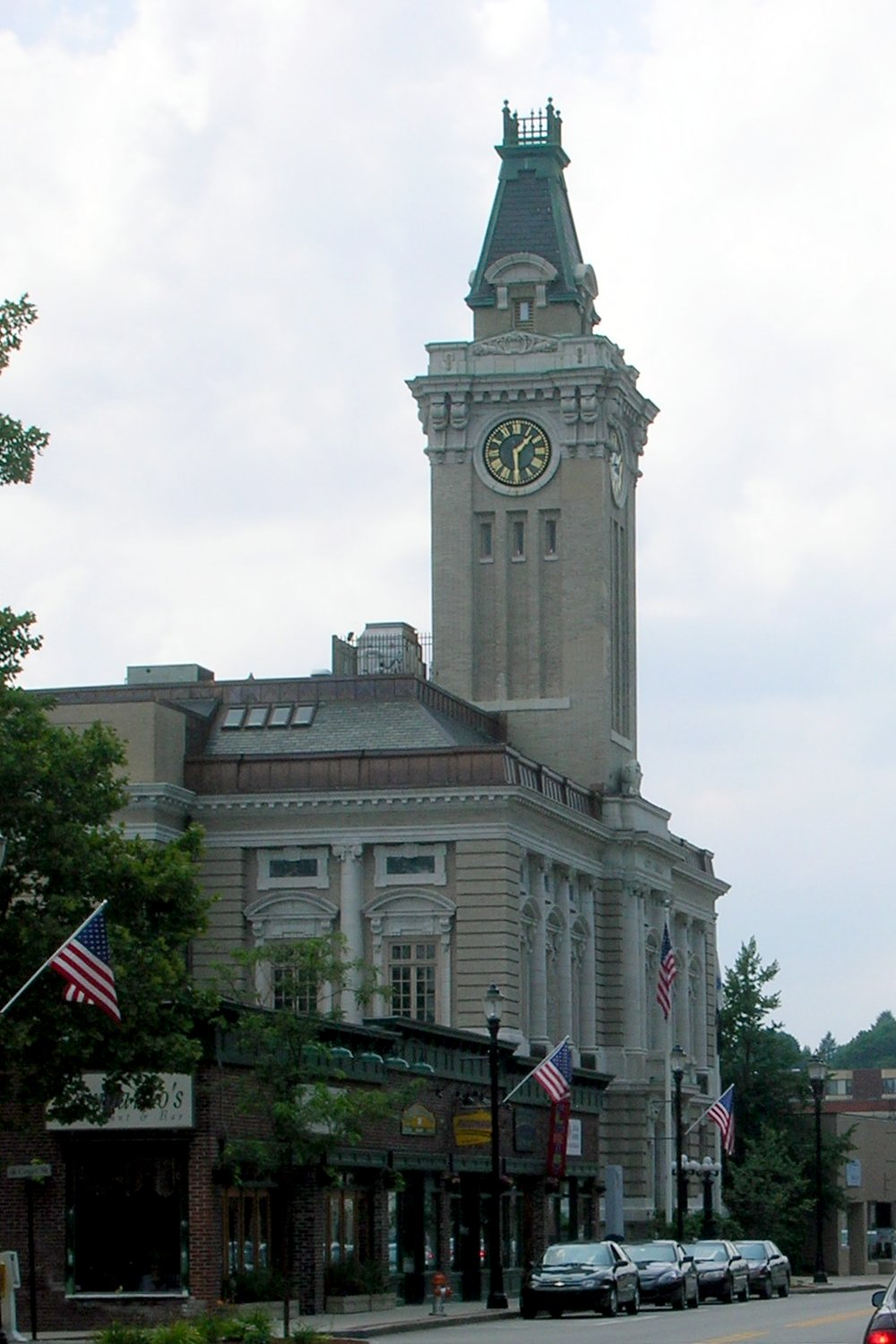
马尔伯勒市政厅，于1905年落成

1656年，马萨诸塞湾殖民地萨德伯里居民埃德蒙·赖斯等人对在当地占主导地位的敞田制不甚满意，而对在英格兰东南部实行的封闭式农业感兴趣，因此向马萨诸塞立法机构请求建立马尔伯勒镇，并在那里推行封闭式农业。在立法机构批准这一提议后，1657年，马尔伯勒正式建立，赖斯被推选为首任行政委员。历史学家萨姆纳·奇尔顿·鲍威尔在其著作《清教徒村庄：一个新英格兰镇的诞生》中写道：“赖斯不仅成为萨德伯里最大的地主，而且在马萨诸塞立法机构代表他建立的新城镇达五年，并在他人生最后的15年当中，至少有11年担任行政委员，决定当地的各种琐碎事务。”
由于当地印第安人在罗克斯伯里清教徒牧师约翰·艾略特的传教下皈依基督教，故马尔伯勒也是马萨诸塞地区的“祈祷的印第安城镇”之一。1674年，为解决定居者和当地印第安人之间的土地分配问题，双方签订了一份契约。1676年，菲利普國王戰爭期间，马尔伯勒受到严重破坏。
1711年，马尔伯勒的管辖范围除了今日的马尔伯勒市本身之外，还包括了诺斯伯勒、绍斯伯勒、韦斯特伯勒、哈德孙等地。随着殖民地内部人员和货物往来的日益频繁，马尔伯勒成为波士顿邮政之路上最受欢迎的休息站，很多旅行者曾在当地的酒馆和旅馆停留，其中最著名者为乔治·华盛顿，他曾在就任美国第一任总统后不久前往马尔伯勒的威廉姆斯酒馆。
1836年，被誉为“城市之父”的塞缪尔·博伊德（Samuel Boyd）和他的兄弟约瑟夫共同开设了当地的第一家制鞋企业，从而对马尔伯勒产生了深远影响。截至1890年，马尔伯勒的人口已达到14,000人，是美国主要的制鞋中心之一，曾在南北战争时期为北军生产军靴，同时也为平民生产鞋类。1890年，马尔伯勒获得建制市地位时，制定了其官方图章，其上有工厂、鞋盒、靴子等事物的形象，这也是当时马尔伯勒发达的制鞋工业的象征。
19世纪晚期，马尔伯勒获得了建设有轨电车系统的许可。该系统主要供客运使用，南可达米尔福德，北可至康科德，是全美最早采用电力驱动的有轨电车系统之一。这一时期，马尔伯勒繁荣的工业，也吸引着魁北克、爱尔兰、意大利和希腊等地的熟练技术工人前往这里定居。

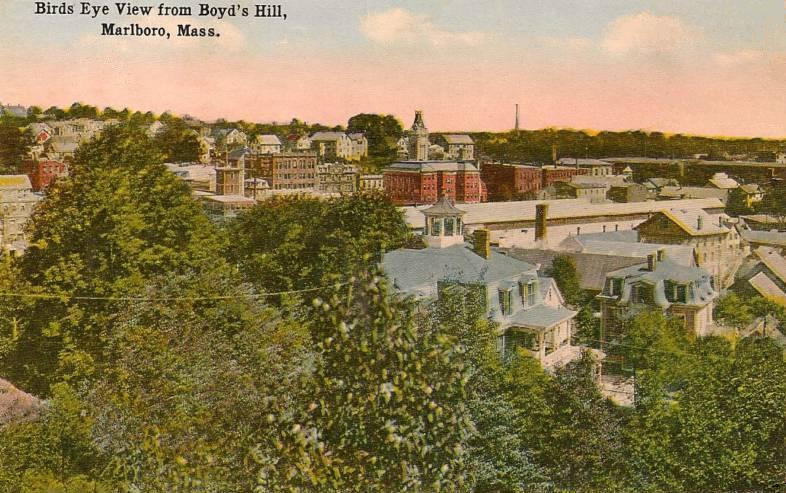
鸟瞰马尔伯勒，约1912年
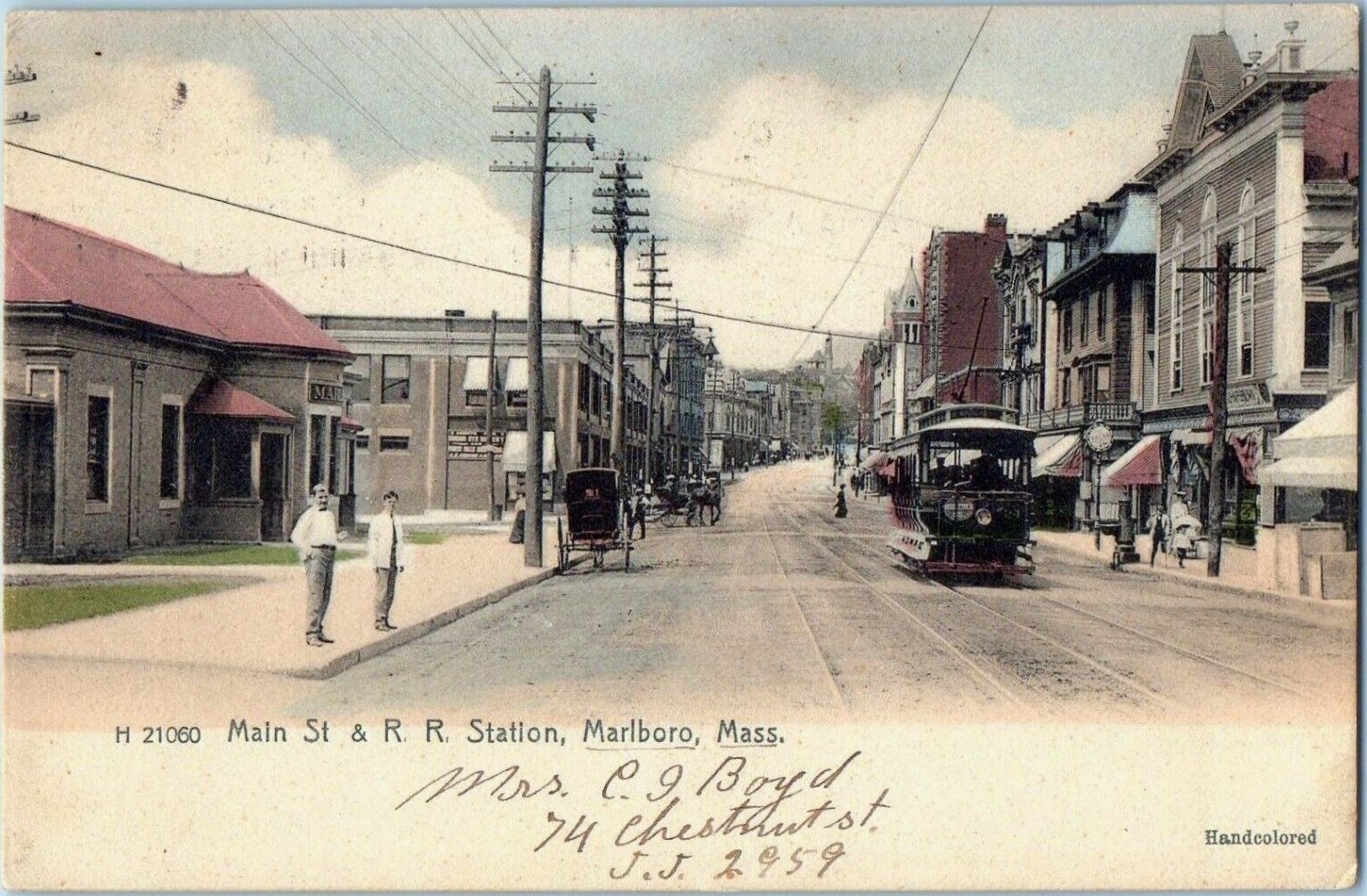
主街，1906年
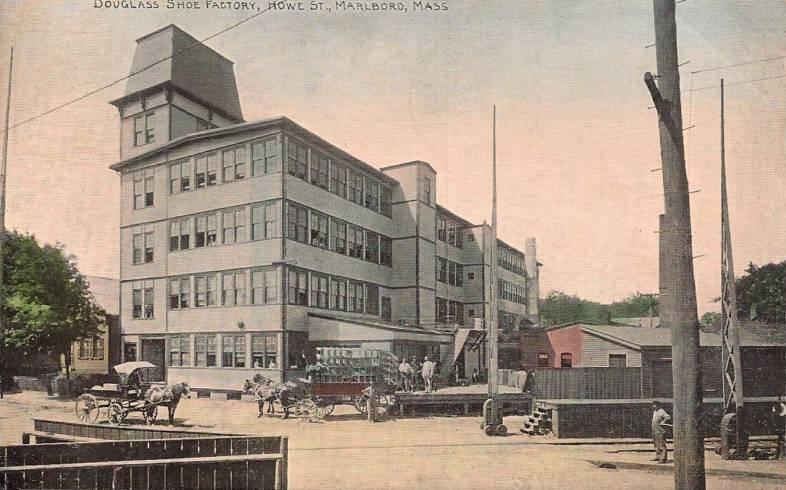
制鞋工厂，约1910年
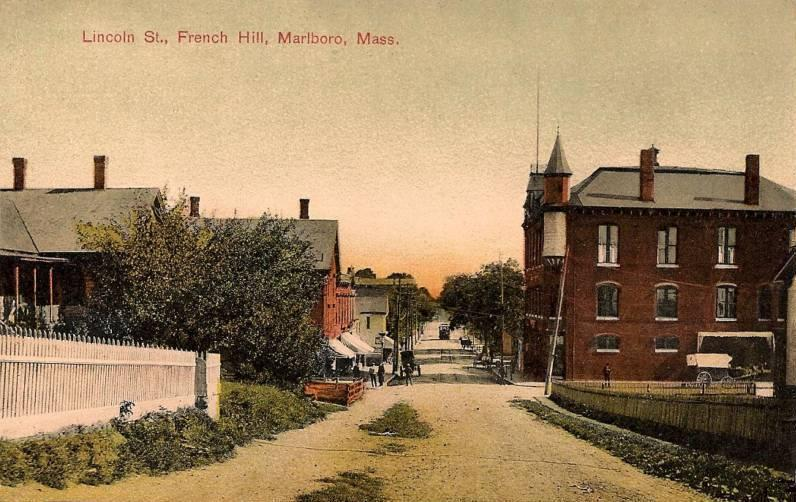
林肯街，约1908年

进入20世纪以后，新英格兰地区的制鞋工业开始向其他地区转移，但在这一时代大潮下，马尔伯勒的制鞋业仍旧坚持了很长时间。1875年至1929年间，赖斯和哈钦斯公司在马尔伯勒开设有数家工厂。20世纪70年代，弗莱公司曾以此地为主要生产基地，而于1971年在马尔伯勒成立的罗克波特公司则在该市开设有一家直销店，直到2017年，直销店才宣告关闭。1990年马尔伯勒庆祝建市一百周年时，庆祝活动就包括建造一座公园，以纪念制鞋业为城市发展作出的贡献，其中有雕塑家大卫·卡彭特奥波洛斯 (David Kapenteopolous) 雕刻的塑像。
20世纪后期，随着90号、495号和290号州际公路的相继建成，马尔伯勒的高科技产业和专业电子行业开始发展。由于交通便利，加之地方政府采取重视商业和经济发展的政策，吸引大量外来人口流入，使得马尔伯勒的人口呈持续增长状态，截至2010年，人口已经超过38,000人。2016年11月，马萨诸塞州州长查利·贝克宣布向该市拨款300万美元，用于20号国道沿线的基础设施改善工程，以促进商业发展。

## 地理
马尔伯勒位于美国马萨诸塞州东部，为大波士顿的一部分，与柏林、哈德孙、萨德伯里、弗雷明翰、绍斯伯勒和诺斯伯勒相邻，地理坐标为42°21′3″N 71°32′51″W / 42.35083°N 71.54750°W。根据美国普查局的数据，全市面积22.2平方英里（57平方）, 其中陆地面积21.1平方英里（55平方），水域面积1.1平方英里（2.8平方），水域率4.87%。阿萨贝特河穿过城市的西北角。市内有威廉姆斯湖、米尔汉姆水库和梅多堡水库三个大型水体。

## 政治
马尔伯勒市政府为市长-议会制，现任市长为阿瑟·G·维金特（Arthur G. Vigeant）。

## 人口
根据2000年美国人口普查数据，马尔伯勒共有36,255人，14,501户，9,280个家庭。城市人口密度为每平方英里1,719.4人（每平方公里663.7人）。全市共有14,903个住房单位，密度为每平方英里706.8个（每平方公里272.8个）。非拉丁裔白人占全市人口的87.70%，拉丁裔占6.06%，非裔占2.17%，亚裔占3.76%，太平洋岛民后裔占0.04%，原住民占0.20%，其他族裔占3.27%，两个及以上种族的混血占2.86%。
在全市14,501户当中，30.4%有18岁以下的儿童，51.5%是共同生活的已婚夫妇，9.0%的户主为独居女性，36.0%并非家庭。单人户占总户数的28.4%，而只有一名65岁以上老人的单人户则占8.3%。住户平均规模为2.47人，其中家庭户平均规模为3.07人。
人口年龄构成方面，23.3%的人口年龄低于18岁，7.0%的人口年龄介于18至24岁，36.7%的人口年龄介于25至44岁，21.5%的人口年龄介于45至64岁，11.6%的人口年龄在65岁以上，中位数年龄为36岁。性别比例方面，总人口性别比为97.2（以女性为100），成年人口性别比为94.8（以女性为100）。
全市住户平均收入为56,879美元，家庭户平均收入为70,385美元，男性平均收入为49,133美元，女性平均收入为32,457美元，总体人均收入为28,723美元。4.7%的人口和6.8%的家庭低于贫困线，包括8.9%的未成年人和10.3%的老年人。

## 经济
马尔伯勒商业繁荣，拥有众多企业、商店和餐馆。雷神、惠普、AMD、波士顿科学、AT&T、苹果、富达投资、朗讯、凯为等众多大型企业均在此开展重要业务，成为当地经济发展的重要推动力。

### 马尔伯勒地区商会
马尔伯勒地区商会（英語：Marlborough Regional Chamber of Commerce）是马萨诸塞州西都市地区的地方性商会组织，总部位于马尔伯勒，有650多家会员，涵盖上千名员工。近年来，该商会与西都市地区运输管理局积极合作，致力于这一地区交通条件的改善以及马尔伯勒市中心村（Downtown Village）的文化区建设。

## 交通
马尔伯勒地处多条重要公路的交汇处，交通便利。其与附近城镇之间的交通服务主要由西都市地区运输管理局负责。

### 公路
马尔伯勒有两条州际公路、一条国道和一条州道：
| 公路编号                   | 类型     | 方向     |
| -------------------------- | -------- | -------- |
| 495号州际公路 (马萨诸塞州) | 州际公路 | 南北方向 |
| 290号州际公路 (马萨诸塞州) | 州际公路 | 东西方向 |
| 20号国道                   | 国道     | 东西方向 |
| 85号州道                   | 州道     | 南北方向 |

### 公共交通

#### 公交
- 西都市地区运输管理局（MWRTA）负责西都市地区的公交服务及线路运营，服务范围包含阿什兰、弗雷明翰、霍利斯顿、霍普金顿、米尔福德、马尔伯勒、萨德伯里、舍伯恩、内蒂克和韦斯顿等地。[26]
  - MWRTA7号线来往马尔伯勒及弗雷明翰。[27]
  - MWRTA7C号线为市内公交线路，来往城市东西两侧，途径市内多家商城、居民区以及马尔伯勒医院。[28]

## 教育

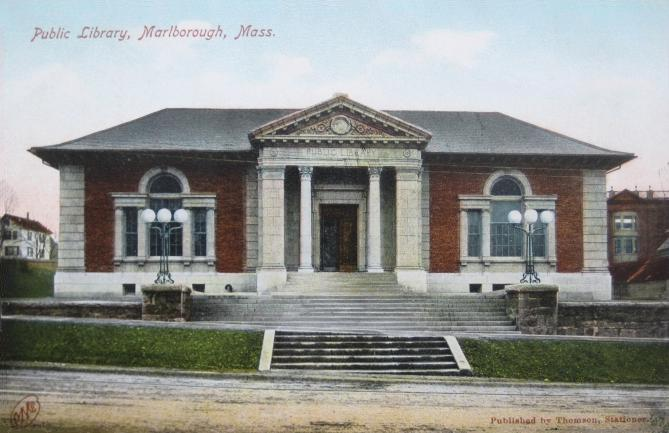
马尔伯勒公立图书馆，建于1903年至1904年间

### 公立学校
- 学前教育
  - 幼儿中心（Early Childhood Center）
- 小学
  - 雷蒙德·C·里奇小学（Raymond C. Richer Elementary School）
  - 弗朗西斯·J·凯恩小学（Francis J. Kane Elementary School）
  - 查尔斯·J·雅沃瑞克中士小学（Sgt. Charles J. Jaworek School）
  - 古德诺兄弟小学（Goodnow Brothers Elementary School）
- 初中
  - 1LT查尔斯·W·惠特科姆学校（1LT Charles W. Whitcomb School）
- 高中
  - 马尔伯勒高中（Marlborough High School）
  - 阿萨贝特河谷地区技术高中（Assabet Valley Regional Technical High School）

### 特许学校
- 高等数学与科学学院特许学校（英语：Advanced Math and Science Academy Charter School）（6-12年级）

### 私立学校
- 山坡学校（Hillside School）（5-9年级）
- 维赛德学院（Wayside Academy）（9-12年级）
- 新英格兰创新学院（New England Innovation Academy）（6-12年级）

## 旅游景点
- 阿萨贝特河铁路步道（英语：Assabet River Rail Trail）
- 布莱根公墓（英语：Brigham Cemetery）
- 卡拉汉州立公园（英语：Callahan State Park）
- 约翰·布朗钟（英语：John Brown Bell）
- 约翰·J·卡罗尔水处理厂（英语：John J. Carroll Water Treatment Plant）
- 枫木公墓（英语：Maplewood Cemetery）
- 马尔伯勒市中心历史区（英语：Marlborough Center Historic District）
- 新英格兰体育中心（英语：New England Sports Center）
- 罗宾山公墓（英语：Robin Hill Cemetery）
- 罗克劳恩公墓（英语：Rocklawn Cemetery）
- 所罗门池购物中心（英语：Solomon Pond Mall）
- 维克斯公墓（英语：Weeks Cemetery）
- 威尔逊公墓（英语：Wilson Cemetery）

## 名人
- 霍瑞修·愛爾傑（1832-1899）
- 沃尔特·布伦南（1894-1974）
- 格萊葛利·馬奎爾（1954-）
- 瑪莎·歌絲（1962-）

## 国际交流

### 友好城市
- 日本东京都秋留野市，1998年11月3日
- 巴西米纳斯吉拉斯州伊帕廷加，2009年6月

### 友好城镇
- 英国威尔特马尔伯勒，1657年

## 延伸阅读
- 1871 Atlas of Massachusetts. by Wall & Gray.Map of Massachusetts. Map of Middlesex County.
- History of the Town of Marlborough, Middlesex County, Massachusetts. （页面存档备份，存于） by Charles Hudson, and Joseph Allen. Published 1862, 544 pages.
- History of Middlesex County, Massachusetts, Volume 1 (A-H) （页面存档备份，存于）, Volume 2 (L-W) （页面存档备份，存于） compiled by Samuel Adams Drake, published 1879 and 1880. 572 and 505 pages. Marlborough Section in Volume 2 page 137 （页面存档备份，存于） by R. A. Griffin and E. L. Bigelow.